# Виалар, Эмилия де
Святая Эмилия де Виалар (фр. Emilia de Vialar; 12 сентября 1797, Гайяк — 24 августа 1856[…], Марсель) — католическая святая.

## Биография
Родилась в богатой и знатной христианской семье. Дочь французского барона. С 1810 до 1812 гг. обучалась в пансионате у монахинь в Париже. Рано потеряла мать. До того у нее, видимо, были мистические переживания, которые прекратились по мере охлаждения её религиозного пыла, однако в связи с миссией в 1816 г. вновь оживились. Дала обет безбрачия, не вступая, однако, ни в один орден. Её родительский дом, благодаря её деятельности, превратился в пристанище всех бедняков и нуждающихся города. Несколько раз высказала своему отцу мысль об основании собственной конгрегации, что вызывало с его стороны гнев. Это намерение она осуществила в 1815 году и основала с тремя сподвижницами в Гайаке конгрегацию Сестер «Святого Иосифа Явление» (в память о явлении Ангела, который предсказал святому Иосифу во сне воплощение Бога). Новое сообщество, занимавшееся помощью беднякам и больным, невзирая на многочисленные внутренние и внешние трудности, смогло быстро распространить свою деятельность, например, на Африку (первый дочерний филиал в Алжире, который просуществовал только 1 год), Вену, Грецию, Палестину, Индию и Австралию.

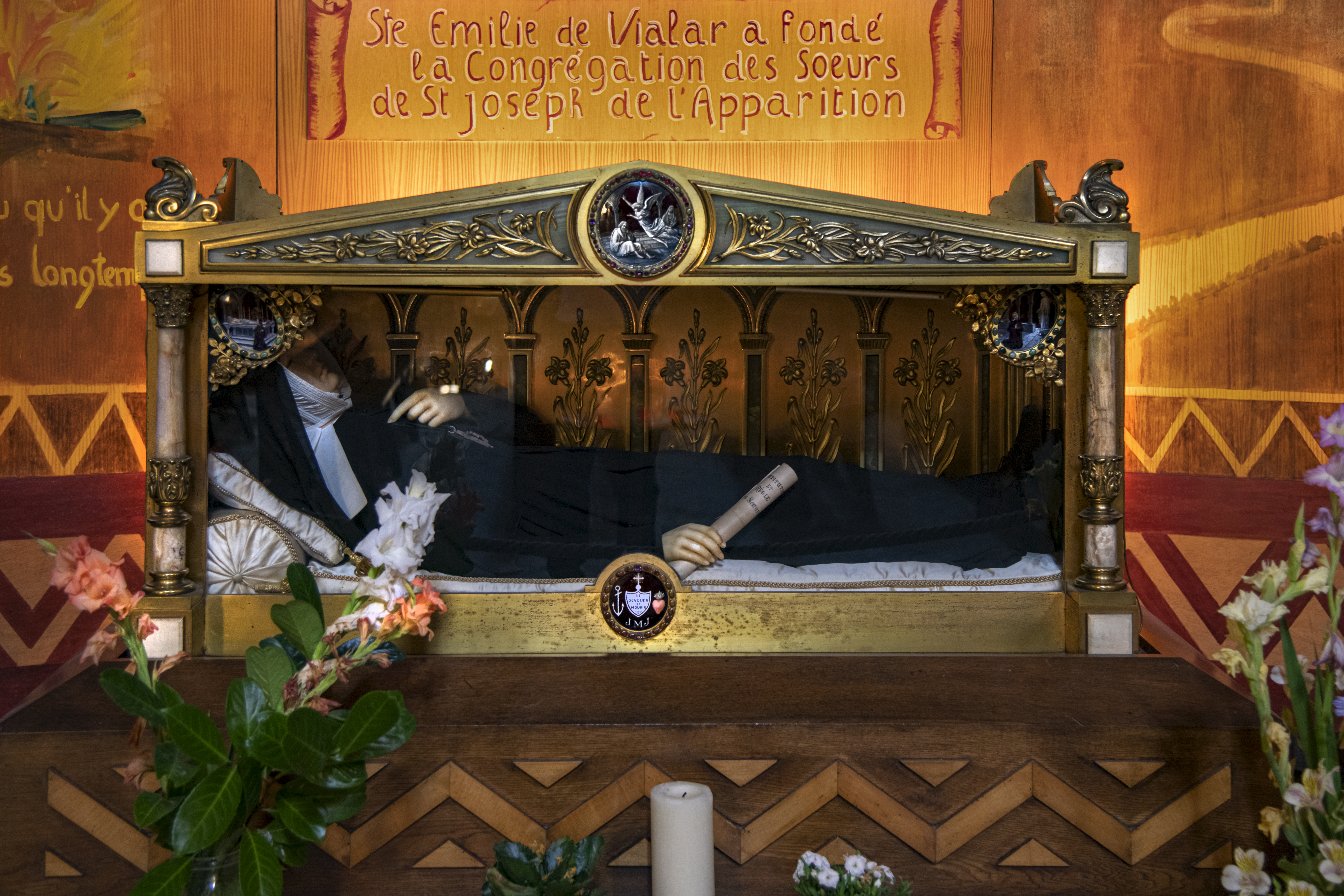
Реликварий в Гайллаке

После длительного недоверия со стороны духовенства и епископов, нашла поддержку епископа Марселя и смогла там основать базу сообщества.
Умерла в 1856 году, основав 42 монастыря конгрегации, занимающихся помощью беднякам, педагогической деятельностью и уходом за больными. На сегодня сообщество насчитывает более 1,5 тысяч сестёр, живущих в 139 монастырях.

## Почитание
Беатифицирована в 1939 году папой Пием XII, а канонизирована им же в 1951 году.
День памяти — 24 августа